# Severino Gazzelloni
Severino Gazzelloni, nato Severino Gazzellone (Roccasecca, 5 gennaio 1919 – Cassino, 21 novembre 1992), è stato un flautista italiano.
È stato uno dei primi pionieri della riscoperta moderna in Italia del flauto, strumento che ha iniziato gradualmente a ottenere larga e condivisa considerazione in virtù delle sue peculiari caratteristiche di agilità, bellezza del suono e larghe possibilità d'uso nell'impiego solistico, particolare quest'ultimo che Gazzelloni considerava fermamente e in modo duraturo nel tempo.

## Biografia
Severino Gazzelloni nacque a Roccasecca, all'epoca parte della provincia di Terra di Lavoro, ovvero di Caserta, (oggi invece in provincia di Frosinone); proveniva da una famiglia piuttosto povera. Era figlio di un sarto, Giuseppe, che suonava il flicorno nella banda del posto, il piccolo Gazzellone (modificò in seguito il cognome paterno) a sette anni aveva iniziato a suonare il flauto da autodidatta e grazie al padre fu inserito nella banda musicale del paese. Il direttore della banda, tale Giambattista Creati (Napoli 1883 – Cassino 1956), avendo riconosciuto in lui una spiccata attitudine a suonare lo strumento, gli insegnò la musica e lo fece suonare nella banda fino all'età di quattordici anni.
In seguito Gazzelloni suonerà in diverse bande di svariati luoghi di provincia e inizia quindi gli studi all'Accademia Nazionale di Santa Cecilia a Roma nell'anno 1934, diplomandosi nel 1942 sotto la guida di Arrigo Tassinari. Durante la seconda guerra mondiale cominciò la carriera musicale esibendosi nell'orchestra ritmo-sinfonica di Alberto Semprini e presso il teatro Odescalchi nella compagnia di avanspettacolo di Erminio Macario. Nel 1944 entrò nell'Orchestra sinfonica della RAI di Roma (allora Orchestra di Radio Roma, diretta da Fernando Previtali), di cui divenne in seguito primo flauto e con la quale collaborò per un trentennio. La sua carriera come solista iniziò ufficialmente nel 1945 con un'avventurosa tournée a Belgrado, ma in Italia debuttò nel 1947, al Teatro Eliseo di Roma, in un recital con l'arpista Alberto Soriani. Tramite Bruno Maderna, qualche anno più tardi, Gazzelloni si avvicinò alla Neue Musik.
Dal 1952 partecipò agli Internationale Ferienkurse für Neue Musik di Darmstadt, insegnandovi ininterrottamente il flauto dal 1956 al 1966. In quegli anni strinse rapporti professionali con i maggiori esponenti della nuova avanguardia come Pierre Boulez, Karlheinz Stockhausen, Luigi Nono, Franco Donatoni, Olivier Messiaen, John Cage, Luciano Berio e Sylvano Bussotti.
Grazie alla vastità del repertorio, che spaziava dalla musica classica a quella leggera e popolare, e all'abilità unanimemente riconosciuta, Severino Gazzelloni arrivò presto ad avere una grandissima fama, sempre accompagnata da un attaccamento alla propria terra, contribuendo ad una ampia diffusione dello strumento sul territorio italiano.
Per la sua bravura e personalità esecutiva fu attribuito a Gazzelloni il soprannome di "flauto d'oro", e effettivamente usava per esibirsi un flauto d'oro (circondato alla base da una piccola vera di diamanti), costruito a mano esclusivamente per lui da un artigiano tedesco.
Nel 1969 fondò un trio con Guido Agosti ed Enrico Mainardi.
Nel 1976 tenne una serie di concerti in Italia, alternando brani classici, in duo con il pianista Bruno Canino, a interventi jazzistici con Enrico Intra, pianoforte, Giancarlo Barigozzi, sassofono, Sergio Farina, chitarra, Pino Presti, basso elettrico, Tullio De Piscopo, batteria.
La sequenza per flauto solo di Luciano Berio gli fu dedicata dal compositore imperiese.
La sua ultima esibizione venne organizzata per la realizzazione del film di immagine della sartoria Brioni a Palazzo Taverna a Roma, nel 1992. Morirà pochi mesi dopo a Cassino.
Gazzelloni come famoso maestro di flauto fu fonte di ispirazione per molti artisti di jazz, genere e stile che lo stesso Gazzelloni amava e che proponeva come insegnamento nei conservatori. Il musicista jazz Eric Dolphy gli dedicò un brano il cui titolo era appunto il cognome dell'artista "Gazzelloni", nel suo capolavoro Out To Lunch!. La flautista classica Abbie de Quant è fra i suoi allievi più famosi.
Appare inoltre in un breve cameo nel film "FF.SS." - Cioè: "...che mi hai portato a fare sopra a Posillipo se non mi vuoi più bene?", nei panni di un musicista mendicante.

## Il flauto di Severino Gazzelloni
Il flauto d'oro Wm. S. Haynes n. 25600 costruito nel 1956 appositamente per Severino Gazzelloni e da lui suonato nel periodo d'oro della sua carriera (1956/67) appartiene a Marlaena Kessick a seguito dello scambio di strumenti tra i due artisti avvenuto appunto nel 1967. Da allora Gazzelloni ha acquistato e suonato diversi flauti d'oro di vari produttori. Un suo Haynes del 1960 appartiene oggi alla flautista Elena Cecconi.

## Discografia (parziale)

### Album
- Severino Gazzelloni, Aloys Kontarsky – Music For Solo Flute / Music For Flute And Piano  (1962)
- W.A. Mozart* – Severino Gazzelloni, Orchestra Da Camera Dell'Angelicum Diretta Da Luciano Rosada – Mozart: Concerti Per Flauto In Sol Maggiore E Re Maggiore – Angelicum (1963)
- Flute – Wergo (1967)
- Vivaldi – I Musici, Severino Gazzelloni – Complete Flute Concertos Op. 10 – Philips (1968)
- Bach, Félix Ayo, Maurice André, Frans Brüggen, Severino Gazzelloni, Heinz Holliger, I Musici – The Brandenburg Concertos – Philips (1970)
- Severino Gazzelloni / Margaret Kitchin Works By Henze*, Petrassi, Fukushima & Martinu – 20th Century Music For Flute –  CBS (1970)
- Severino Gazzelloni / Bruno Canino – Musiche Contemporanee Italiane E Giapponesi – CBS (1971)
- Severino Gazzelloni, Bruno Canino – Untitled – Edizioni Rai Radio televisione Italiana (1971)
- Scipione Detto Anche L'Africano – Cinevox (1971)
- Severino Gazzelloni Con L'Orchestra Filarmonica Di Roma (U.M.R.)* – Dal Classico Al Pop – Ricordi (1972)
- W.A. Mozart* – Clelia Gatti Aldrovandi, Severino Gazzelloni, Orchestra Da Camera Dell'Angelicum Diretta Da Luciano Rosada – Mozart: Concerto In Do Maggiore Per Flauto Arpa E Orchestra K299 / Andante Per Flauto E Orchestra K315 – Angelicum (1972)
- 春の海 Gazzeloni Flute Favourite – JVC (1972)
- Stockhausen / Brown / Penderecki / Pousseur / Ramati / Maderna / Nono / Fukushima / Berio / Lehmann – Severino Gazzelloni / Lothar Faber / Frederick Rzewski / Solisti Dell'Orchestra Sinfonica Di Roma – La Musica Nuova – RCA Italiana (1973)
- Boccherini / Tartini / Mercadante; Severino Gazzelloni; I Musici – Flute Concertos – Philips (1973)
- Mozart – Severino Gazzelloni, Camerata Academica Tokyo Diretta Da Shigenobu Yamaoka - Concerti Per Flauto E Orchestra n. 1 In Sol K. 313, n. 2 in Re K. 314, Andante Per Flauto E Orchestra In Do K. 315 – RCA (1974)
- Flute – Wergo (1967)
- Bach – Bruno Canino, Rocco Filippini, Severino Gazzelloni – l'integrale delle sonate per flauto cembalo e continuo – Ricordi (1975)

## Filmografia
- Scipione detto anche l'Africano, regia di Luigi Magni (1954)